# フランクリン郡 (マサチューセッツ州)
フランクリン郡（英: Franklin County）は、アメリカ合衆国マサチューセッツ州の西部に位置する郡である。人口は7万1029人（2020年）。フランクリン郡の郡政府と郡庁所在地は1997年に廃止された。それまでの郡庁所在地はグリーンフィールドであり、同郡で人口最大の都市である。
フランクリン郡はスプリングフィールド都市圏に属している。
フランクリン郡は1811年6月24日に、ハンプシャー郡北部が分離して設立された。1997年、郡からの要請に応じた州政府が郡政府を廃止した。

## 郡政府と政治
フランクリン郡は郡政府を廃止し、歴史上の地域としてのみ存在する州内8郡の1つである。1997年、郡政委員会の票決でその存在を止めることを決め、元の郡政府の機能は州機関に引き継がれた。保安官など特別の任務を持った役職者は地元の選挙で選ばれ、郡内で任務を遂行している。マサチューセッツ州とニューイングランドの郡政府は昔から弱い政府の構造だった。州内の主要な小区分は町である。自治体はサービスを共有するために独自の地域協定を結ぶことが認められている。郡内の自治体はフランクリン地域行政委員会を結成してきた。この地域委員会は地域ベースで様々なサービスを提供している。町の大半はフランクリン郡固形廃棄物管理地区のメンバーであり、廃棄物処理とリサイクルを行っている。郡内およびウースター郡北西部ノースクァビン地域の公共交通は、フランクリン郡地域交通局とアトルが提供している。アトルはウースター郡内にあるがフランクリン郡と提携している。
| 民主党 | 15,122 | 30.68% |
| 共和党 | 4,849  | 9.84%  |
| 無党派 | 28,922 | 58.68% |
| 少数党 | 397    | 0.81%  |
| 合計   | 49,290 | 100%   |

### 政治
| 年     | 民主党       | 共和党       |
| ------ | ------------ | ------------ |
| 2012年 | 71.9% 27,024 | 24.8% 9,338  |
| 2008年 | 72.5% 27,919 | 24.8% 9,545  |
| 2004年 | 68.4% 25,550 | 29.6% 11,058 |
| 2000年 | 53.8% 17,945 | 30.5% 10,176 |

## 地理と気候
アメリカ合衆国国勢調査局に拠れば、郡域全面積は724.74平方マイル (1,877.1 km2)であり、このうち陸地702.03平方マイル (1,818.2 km2)、水域は22.71平方マイル (58.8 km2)で水域率は3.13%である。フランクリン郡中央部と南部はパイオニア・バレーの北端にあり、コネチカット川の両岸に急傾斜の丘陵が立ち上がっている。
郡内最高地点はモンロー町のクラム・ヒルであり、標高は 2,841 フィート (866 m) である。

### 気候
フランクリン郡の気候は通常冷涼な穏和さである。幾らかは海洋性気候でもあり、年間を通じて比較的多い降水がある。夏は暖かく湿度が高くしばしば夕立がある。冬は冷涼から寒く、雪が多く、温度は氷点下になる。

### 隣接する郡
- ウィンダム郡 (バーモント州) - 北
- チェシャー郡 (ニューハンプシャー州) - 北東
- ウースター郡 - 東
- ハンプシャー郡 - 南
- バークシャー郡 - 西

### 保護地域
- シルビオ・O・コント国立野生生物魚類保護区（部分）
- ポール・C・ジョーンズワーキング・フォレスト（保全地役権のある民有地）ノースフィールドのブラッシュ山周辺[6]

## 人口動態
以下は2000年国勢調査による人口統計データである。
| 基礎データ - 人口: 71,535 人 - 世帯数: 29,466 世帯 - 家族数: 18,416 家族 - 人口密度: 39人/km2（102人/mi2） - 住居数: 31,939 軒 - 住居密度: 18軒/km2（46軒/mi2） 人種別人口構成（2008年時点） - 白人: 95.40% - アフリカン・アメリカン: 0.89% - ネイティブ・アメリカン: 0.29% - アジア人: 1.04% - 太平洋諸島系: 0.03% - その他の人種: 0.75% - 混血: 1.61% - ヒスパニック・ラテン系: 1.99% 先祖による構成 - イギリス系：16.2% - アイルランド系：12.2% - ポーランド系：12.0% - フランス系：10.2% - フランス系カナダ人：7.0% - ドイツ系：6.7% - イタリア系：6.1% - アメリカ人：6.0% 言語による構成 - 英語：94.5% - スペイン語：1.8% | 年齢別人口構成 - 18歳未満: 23.5% - 18-24歳: 7.8% - 25-44歳: 28.5% - 45-64歳: 25.9% - 65歳以上: 14.2% - 年齢の中央値: 40歳 - 性比（女性100人あたり男性の人口） - 総人口: 93.8 - 18歳以上: 90.5 世帯と家族（対世帯数） - 18歳未満の子供がいる: 29.5% - 結婚・同居している夫婦: 47.9% - 未婚・離婚・死別女性が世帯主: 10.6% - 非家族世帯: 37.5% - 単身世帯: 29.0% - 65歳以上の老人1人暮らし: 10.9% - 平均構成人数 - 世帯: 2.38人 - 家族: 2.95人 収入と家計 - 収入の中央値 - 世帯: 40,768米ドル - 家族: 50,915米ドル - 性別 - 男性: 36,350米ドル - 女性: 27,228米ドル - 人口1人あたり収入: 20,672米ドル - 貧困線以下 - 対人口: 9.4% - 対家族数: 6.5% - 18歳未満: 10.5% - 65歳以上: 8.8% |

## 都市と町
村は町の中に挙げているが、法人化された存在ではない。
| - アシュフィールド町 - バーナーズトン町 - バックランド町 - チャールモント町 - コルレイン町 - コンウェイ町 - ディアフィールド町 - サウスディアフィールド（国勢調査指定地域） - アービング町 - ギル町 - グリーンフィールド市 | - ホーリー町 - ヒース町 - レバレット町 - レイデン町 - モンロー町 - モンタギュー町 - レイクプレザント村 - ミラーズフォールズ村（国勢調査指定地域） - モンタギューセンター村 - モンタギューシティ村 - ターナーズフォールズ村（国勢調査指定地域） | - ニューセイラム町 - ノースフィールド町 - オレンジ町 - ロー町 - シェルバーン町 - シェルバーン町フォールズ地区 - シューツベリー町 - サンダーランド町 - ウォリック町 - ウェンデル町 - ウェイトリー町 |